# El cumple (película de 2019)
El cumple (en alemán: Der Geburtstag) es una película alemana de 2019 dirigida por el cineasta uruguayo Carlos Morelli.

## Argumento
Tras separarse en malos términos, los padres de Lukas deciden celebrarle su séptimo cumpleaños, que se convertirá en una verdadera pesadilla y servirá para recordarle al padre sus deberes.

## Elenco
- Mark Waschke - Matthias
- Anne Ratte-Polle - Anna
- Kasimir Brause - Lukas
- Finnlay Berger - Julius
- Knut Berger - Victor
- Anna Brüggemann - Katharina